# Anaheim Ducks 2025-2026
Questa voce raccoglie le informazioni riguardanti gli Anaheim Ducks nelle competizioni ufficiali della stagione 2025-2026.

## Sintesi stagione
La stagione 2025-2026 degli Anaheim Ducks sarà la 33ª stagione della franchigia nella National Hockey League (NHL). Si tratta della prima stagione dei Ducks guidati dal loro nuovo head coach, il canadese Joel Quenneville.

### L'arrivo di Joel Quenneville
Il 19 aprile 2025, gli Anaheim Ducks hanno comunicato ufficialmente la rimozione dall'incarico di head coach della squadra di Greg Cronin; in due stagioni con i Ducks, Cronin ha totalizzato un record complessivo di 62–87–15, non riuscendo mai a portare la squadra a qualificarsi per i playoff.

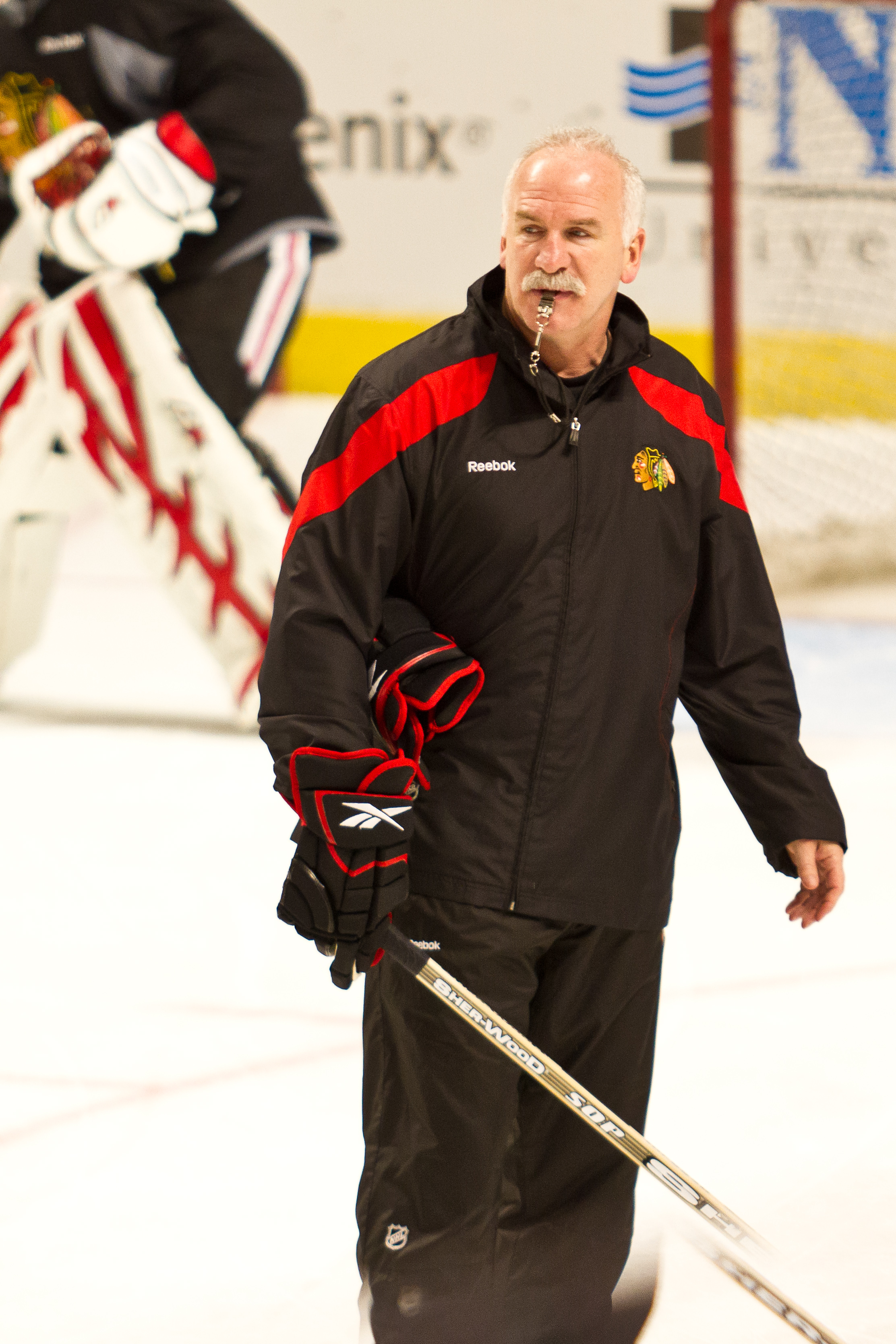
Joel Quenneville, alla sua prima stagione come head coach degli Anaheim Ducks, in una foto del suo periodo glorioso con i Chicago Blackhawks (con cui ha vinto ben 3 Stanley Cup).

L'8 maggio 2025 i Ducks hanno quindi nominato il sostituto di Cronin, scegliendo di legarsi a Joel Quenneville. Il coach canadese ha una lunga esperienza in NHL: tra il 1996 e il 2004 è stato head coach dei St. Louis Blues, portandoli in ben 7 occasioni ai playoff (arrivando fino alle Western Conference Finals nel 2001). Successivamente è passato sulla panchina dei Colorado Avalanche tra il 2005 e il 2008, periodo durante il quale ha raggiunto in 2 occasioni i playoff (uscendo sconfitto nel 2006 proprio dagli Anaheim Ducks nelle Western Conference Semifinals e dai Detroit Red Wings nel 2008, sempre alle Conference Semifinals). Quenneville ha quindi iniziato la sua lunga permanenza come head coach dei Chicago Blackhawks, di cui è stato capo allenatore tra il 2008 e il 2019. Durante i suoi 11 anni a Chicago, Coach Q ha raggiunto i playoff per 9 volte riuscendo a guidare la sua squadra alla vittoria della Stanley Cup in 3 occasioni (nel 2010 contro i Philadelphia Flyers, nel 2013 battendo i Boston Bruins e nel 2015 contro i Tampa Bay Lightning). Dopo il suo ciclo con i Blackhawks, Quenneville è passato ad allenare i Florida Panthers tra il 2019 e il 2022, raggiungendo i playoff 2 volte (nel 2020 e nel 2021). Tuttavia, la sua esperienza ai Panthers è stata interrotta bruscamente dalle polemiche suscitate dallo scandalo sessuale che ha interessato i Chicago Blackhawks nel 2010, periodo in cui era head coach della franchigia di Chicago, costringendolo alle dimissioni immediate dai Panthers il 28 ottobre 2021. Lo stesso commissioner della lega, Gary Bettman, si era espresso pubblicamente dichiarando Quenneville non più meritevole di qualsiasi incarico in NHL e che un suo ritorno sarebbe stato possibile soltanto dietro il suo consenso diretto. Il 1° luglio 2025, dopo 3 anni dalle sue dimissioni improvvise dai Panthers, Quenneville è stato riabilitato ufficialmente dalla lega consentendogli di diventare a tutti gli effetti head coach degli Anaheim Ducks.
Lo stesso 1° luglio 2025 i Ducks hanno comunicato la nomina di 3 nuovi assistant coaches a comporre il nuovo coaching staff di Joel Quenneville, ovvero Jay Woodcroft, Ryan McGill ed Andrew Brewer. Woodcroft è stato head coach degli Edmonton Oilers tra il 2022 e il 2024 (con un record complessivo di 79–41–13), raggiungendo in 2 occasioni i playoff fino alle Western Conference Finals. McGill è stato assistant coach dei New Jersey Devils e dei Vegas Golden Knights. Brewer ha avuto diversi incarichi di assistant coach a livello AHL, nonché ex-video analyst di Quenneville nella stagione 2020-2021 con i Florida Panthers.

### Il calendario
Il 16 luglio 2025 la NHL ha ufficialmente annunciato il calendario della regular season 2025-26, prevedendo una pausa tra il 6 e il 24 febbraio 2026 per permettere ai migliori giocatori della lega di partecipare alle Olimpiadi invernali di Milano e Cortina.
I Ducks cominceranno la stagione con due partite in trasferta il 9 ottobre contro i Seattle Kraken e l'11 ottobre contro i San Jose Sharks. L'esordio tra le mura amiche dell'Honda Center è programmato per il 14 ottobre ospitando i Pittsburgh Penguins. Tra il 1° febbraio e l'8 marzo 2026 i Ducks disputeranno ben 9 partite consecutive in casa (la più lunga striscia di partite casalinghe nella loro storia). Sono programmate ben 4 sfide contro i rivali dei Los Angeles Kings: il 24 novembre 2025 in casa (il giorno successivo al Giorno del Ringraziamento); il 27 dicembre 2025 a Los Angeles; nuovamente in trasferta il 16 gennaio 2026; infine, all'Honda Center di Anaheim il 17 gennaio 2026. L'ultima partita di regular season per i Ducks è programmata per il 16 aprile 2026 in trasferta, contro i Nashville Predators.

## Roster
Dati aggiornati al 6 luglio 2025.
| Roster degli Anaheim Ducks 2025-2026 | Roster degli Anaheim Ducks 2025-2026 | Roster degli Anaheim Ducks 2025-2026 | Roster degli Anaheim Ducks 2025-2026 | Roster degli Anaheim Ducks 2025-2026 | Roster degli Anaheim Ducks 2025-2026 | Roster degli Anaheim Ducks 2025-2026       |
| N°                                   | Giocatore                            | Ruolo                                | Altezza                              | Peso                                 | Data di nascita                      | Luogo di nascita                           |
| Goalies                              | Goalies                              | Goalies                              | Goalies                              | Goalies                              | Goalies                              | Goalies                                    |
| ------------------------------------ | ------------------------------------ | ------------------------------------ | ------------------------------------ | ------------------------------------ | ------------------------------------ | ------------------------------------------ |
| 1                                    | Lukáš Dostál                         | G                                    | 1,88 m                               | 85 kg                                | 22.1.2000                            | Brno (CZE)                                 |
| 33                                   | Ville Husso                          | G                                    | 1,91 m                               | 93 kg                                | 6.2.1995                             | Helsinki (FIN)                             |
| 34                                   | Petr Mrázek                          | G                                    | 1,88 m                               | 82 kg                                | 14.2.1992                            | Ostrava (CZE)                              |
| Defensmen                            |                                      |                                      |                                      |                                      |                                      |                                            |
| 2                                    | Jackson LaCombe                      | D                                    | 1,88 m                               | 93 kg                                | 9.1.2001                             | Eden Prairie (Minnesota - USA)             |
| 7                                    | Radko Gudas (C)                      | D                                    | 1,83 m                               | 94 kg                                | 5.6.1990                             | Praga (CZE)                                |
| 14                                   | Drew Helleson                        | D                                    | 1,90 m                               | 96 kg                                | 26.3.2001                            | Farmington (Minnesota - USA)               |
| 51                                   | Olen Zellweger                       | D                                    | 1,75 m                               | 82 kg                                | 10.9.2003                            | Calgary (Alberta - CAN)                    |
| 65                                   | Jacob Trouba                         | D                                    | 1,90 m                               | 92 kg                                | 26.2.1994                            | Rochester (Michigan - USA)                 |
| 67                                   | Tristan Luneau                       | D                                    | 1,85 m                               | 88 kg                                | 12.1.2004                            | Victoriaville (Quebec - CAN)               |
| 74                                   | Ian Moore                            | D                                    | 1,91 m                               | 92 kg                                | 4.1.2002                             | Salt Lake City (Utah - USA)                |
| 98                                   | Pavel Mintyukov                      | D                                    | 1,85 m                               | 88 kg                                | 25.11.2003                           | Mosca (RUS)                                |
| Forwards                             |                                      |                                      |                                      |                                      |                                      |                                            |
| 16                                   | Ryan Strome (A)                      | C                                    | 1,85 m                               | 87 kg                                | 11.7.1993                            | Mississauga (Ontario - CAN)                |
| 17                                   | Alex Killorn (A)                     | LW                                   | 1,85 m                               | 88 kg                                | 14.9.1989                            | Halifax (Nova Scotia - CAN)                |
| 19                                   | Troy Terry                           | RW                                   | 1,83 m                               | 84 kg                                | 10.9.1997                            | Denver (Colorado - USA)                    |
| 20                                   | Chris Kreider                        | LW                                   | 1,91 m                               | 104 kg                               | 30.4.1991                            | Boxford (Massachusetts - USA)              |
| 23                                   | Mason McTavish                       | C                                    | 1,83 m                               | 97 kg                                | 30.1.2003                            | Zurigo (SUI)                               |
| 25                                   | Ryan Poehling                        | C                                    | 1,88 m                               | 92 kg                                | 3.1.1999                             | Lakeville (Minnesota - USA)                |
| 38                                   | Jansen Harkins                       | C                                    | 1,85 m                               | 90 kg                                | 23.5.1997                            | Cleveland (Ohio - USA)                     |
| 42                                   | Tim Washe                            | C                                    | 1,91 m                               | 98 kg                                | 25.8.2001                            | Detroit (Michigan - USA)                   |
| 44                                   | Ross Johnston                        | LW                                   | 1,95 m                               | 106 kg                               | 18.2.1994                            | Charlottetown (Prince Edward Island - CAN) |
| 61                                   | Cutter Gauthier                      | LW                                   | 1,88 m                               | 86 kg                                | 19.1.2004                            | Skellefteå (SWE)                           |
| 64                                   | Mikael Granlund                      | C                                    | 1,78 m                               | 84 kg                                | 26.2.1992                            | Oulunsalo (FIN)                            |
| 77                                   | Frank Vatrano                        | RW                                   | 1,80 m                               | 89 kg                                | 14.3.1994                            | East Longmeadow (Massachusetts - USA)      |
| 91                                   | Leo Carlsson                         | C                                    | 1,90 m                               | 88 kg                                | 26.12.2004                           | Karlstad (SWE)                             |
| --                                   | Sam Colangelo                        | RW                                   | 1,88 m                               | 95 kg                                | 26.12.2001                           | Stoneham (Massachusetts - USA)             |
| --                                   | Nikita Nesterenko                    | C                                    | 1,88 m                               | 83 kg                                | 10.9.2001                            | New York (New York - USA)                  |

## Risultati
Dati aggiornati al 6 luglio 2025.

### Preseason
Il calendario della preseason dei Ducks è stato reso noto il 20 giugno 2025.
| Preseason 2025                                               | Preseason 2025                                               | Preseason 2025                                               | Preseason 2025                                               | Preseason 2025                                               | Preseason 2025                                               | Preseason 2025                                               |
| Record preseason 2025: 0–0–0 (Casa: 0–0–0; Trasferta: 0–0–0) | Record preseason 2025: 0–0–0 (Casa: 0–0–0; Trasferta: 0–0–0) | Record preseason 2025: 0–0–0 (Casa: 0–0–0; Trasferta: 0–0–0) | Record preseason 2025: 0–0–0 (Casa: 0–0–0; Trasferta: 0–0–0) | Record preseason 2025: 0–0–0 (Casa: 0–0–0; Trasferta: 0–0–0) | Record preseason 2025: 0–0–0 (Casa: 0–0–0; Trasferta: 0–0–0) | Record preseason 2025: 0–0–0 (Casa: 0–0–0; Trasferta: 0–0–0) |
| Partita                                                      | Data                                                         | Avversario                                                   | Punteggio                                                    | Decision                                                     | Stadio e spettatori                                          | Record                                                       |
| ------------------------------------------------------------ | ------------------------------------------------------------ | ------------------------------------------------------------ | ------------------------------------------------------------ | ------------------------------------------------------------ | ------------------------------------------------------------ | ------------------------------------------------------------ |
| 1                                                            | 21.9.2025                                                    | @ Kings                                                      | –                                                            |                                                              | Toyota Arena                                                 | – –                                                          |
| 2                                                            | 22.9.2025                                                    | Mammoth                                                      | –                                                            |                                                              | Honda Center                                                 | – –                                                          |
| 3                                                            | 24.9.2025                                                    | Kings                                                        | –                                                            |                                                              | Honda Center                                                 | – –                                                          |
| 4                                                            | 27.9.2025                                                    | @ Kings                                                      | –                                                            |                                                              | Dignity Health Arena                                         | – –                                                          |
| 5                                                            | 29.9.2025                                                    | Sharks                                                       | –                                                            |                                                              | Honda Center                                                 | – –                                                          |
| 6                                                            | 1.10.2025                                                    | @ Sharks                                                     | –                                                            |                                                              | SAP Center                                                   | – –                                                          |
| 7                                                            | 4.10.2025                                                    | Kings                                                        | –                                                            |                                                              | Crypto.com Arena                                             | – –                                                          |

### Regular season
Il calendario della regular season dei Ducks è stato reso noto il 16 luglio 2025.

#### Ottobre 2025

##### Risultati
| Ottobre 2025                                              | Ottobre 2025                                              | Ottobre 2025                                              | Ottobre 2025                                              | Ottobre 2025                                              | Ottobre 2025                                              | Ottobre 2025                                              | Ottobre 2025                                              |
| Record ottobre 2025: 0–0–0 Casa: 0–0–0; Trasferta: 0–0–0) | Record ottobre 2025: 0–0–0 Casa: 0–0–0; Trasferta: 0–0–0) | Record ottobre 2025: 0–0–0 Casa: 0–0–0; Trasferta: 0–0–0) | Record ottobre 2025: 0–0–0 Casa: 0–0–0; Trasferta: 0–0–0) | Record ottobre 2025: 0–0–0 Casa: 0–0–0; Trasferta: 0–0–0) | Record ottobre 2025: 0–0–0 Casa: 0–0–0; Trasferta: 0–0–0) | Record ottobre 2025: 0–0–0 Casa: 0–0–0; Trasferta: 0–0–0) | Record ottobre 2025: 0–0–0 Casa: 0–0–0; Trasferta: 0–0–0) |
| Partita                                                   | Data                                                      | Avversario                                                | Punteggio                                                 | Decision                                                  | Stadio e spettatori                                       | Record                                                    | Punti                                                     |
| --------------------------------------------------------- | --------------------------------------------------------- | --------------------------------------------------------- | --------------------------------------------------------- | --------------------------------------------------------- | --------------------------------------------------------- | --------------------------------------------------------- | --------------------------------------------------------- |
| 1                                                         | 9.10.2025                                                 | @ Kraken                                                  | –                                                         | (0—0—0)                                                   | Climate Pledge Arena                                      | 0—0—0                                                     |                                                           |
| 2                                                         | 11.10.2025                                                | @ Sharks                                                  | –                                                         | (0—0—0)                                                   | SAP Center                                                | 0—0—0                                                     |                                                           |
| 3                                                         | 14.10.2025                                                | Penguins                                                  | –                                                         | (0—0—0)                                                   | Honda Center                                              | 0—0—0                                                     |                                                           |
| 4                                                         | 16.10.2025                                                | Hurricanes                                                | –                                                         | (0—0—0)                                                   | Honda Center                                              | 0—0—0                                                     |                                                           |
| 5                                                         | 19.10.2025                                                | @ Blackhawks                                              | –                                                         | (0—0—0)                                                   | United Center                                             | 0—0—0                                                     |                                                           |
| 6                                                         | 21.10.2025                                                | @ Predators                                               | –                                                         | (0—0—0)                                                   | Bridgestone Arena                                         | 0—0—0                                                     |                                                           |
| 7                                                         | 23.10.2025                                                | @ Bruins                                                  | –                                                         | (0—0—0)                                                   | TD Garden                                                 | 0—0—0                                                     |                                                           |
| 8                                                         | 25.10.2025                                                | @ Lightning                                               | –                                                         | (0—0—0)                                                   | Amalie Arena                                              | 0—0—0                                                     |                                                           |
| 9                                                         | 28.10.2025                                                | @ Panthers                                                | –                                                         | (0—0—0)                                                   | Amerant Bank Arena                                        | 0—0—0                                                     |                                                           |
| 10                                                        | 31.10.2025                                                | Red Wings                                                 | –                                                         | (0—0—0)                                                   | Honda Center                                              | 0—0—0                                                     |                                                           |

##### Tabellini
| Arbitri: | ... (R) ... (R) ... (L) ... (L) |

|                                  |           |                                  |
| 1° periodo 2° periodo 3° periodo | Marcatori | 1° periodo 2° periodo 3° periodo |

| Arbitri: | ... (R) ... (R) ... (L) ... (L) |

|                                  |           |                                  |
| 1° periodo 2° periodo 3° periodo | Marcatori | 1° periodo 2° periodo 3° periodo |

| Arbitri: | ... (R) ... (R) ... (L) ... (L) |

|                                  |           |                                  |
| 1° periodo 2° periodo 3° periodo | Marcatori | 1° periodo 2° periodo 3° periodo |

| Arbitri: | ... (R) ... (R) ... (L) ... (L) |

|                                  |           |                                  |
| 1° periodo 2° periodo 3° periodo | Marcatori | 1° periodo 2° periodo 3° periodo |

| Arbitri: | ... (R) ... (R) ... (L) ... (L) |

|                                  |           |                                  |
| 1° periodo 2° periodo 3° periodo | Marcatori | 1° periodo 2° periodo 3° periodo |

| Arbitri: | ... (R) ... (R) ... (L) ... (L) |

|                                  |           |                                  |
| 1° periodo 2° periodo 3° periodo | Marcatori | 1° periodo 2° periodo 3° periodo |

| Arbitri: | ... (R) ... (R) ... (L) ... (L) |

|                                  |           |                                  |
| 1° periodo 2° periodo 3° periodo | Marcatori | 1° periodo 2° periodo 3° periodo |

| Arbitri: | ... (R) ... (R) ... (L) ... (L) |

|                                  |           |                                  |
| 1° periodo 2° periodo 3° periodo | Marcatori | 1° periodo 2° periodo 3° periodo |

| Arbitri: | ... (R) ... (R) ... (L) ... (L) |

|                                  |           |                                  |
| 1° periodo 2° periodo 3° periodo | Marcatori | 1° periodo 2° periodo 3° periodo |

| Arbitri: | ... (R) ... (R) ... (L) ... (L) |

|                                  |           |                                  |
| 1° periodo 2° periodo 3° periodo | Marcatori | 1° periodo 2° periodo 3° periodo |

#### Novembre 2025

##### Risultati
| Novembre 2025                                              | Novembre 2025                                              | Novembre 2025                                              | Novembre 2025                                              | Novembre 2025                                              | Novembre 2025                                              | Novembre 2025                                              | Novembre 2025                                              |
| Record novembre 2025: 0–0–0 Casa: 0–0–0; Trasferta: 0–0–0) | Record novembre 2025: 0–0–0 Casa: 0–0–0; Trasferta: 0–0–0) | Record novembre 2025: 0–0–0 Casa: 0–0–0; Trasferta: 0–0–0) | Record novembre 2025: 0–0–0 Casa: 0–0–0; Trasferta: 0–0–0) | Record novembre 2025: 0–0–0 Casa: 0–0–0; Trasferta: 0–0–0) | Record novembre 2025: 0–0–0 Casa: 0–0–0; Trasferta: 0–0–0) | Record novembre 2025: 0–0–0 Casa: 0–0–0; Trasferta: 0–0–0) | Record novembre 2025: 0–0–0 Casa: 0–0–0; Trasferta: 0–0–0) |
| Partita                                                    | Data                                                       | Avversario                                                 | Punteggio                                                  | Decision                                                   | Stadio e spettatori                                        | Record                                                     | Punti                                                      |
| ---------------------------------------------------------- | ---------------------------------------------------------- | ---------------------------------------------------------- | ---------------------------------------------------------- | ---------------------------------------------------------- | ---------------------------------------------------------- | ---------------------------------------------------------- | ---------------------------------------------------------- |
| 11                                                         | 2.11.2025                                                  | Devils                                                     | –                                                          | (0–0–0)                                                    | Honda Center                                               | 0–0–0                                                      |                                                            |
| 12                                                         | 4.11.2025                                                  | Panthers                                                   | –                                                          | (0–0–0)                                                    | Honda Center                                               | 0–0–0                                                      |                                                            |
| 13                                                         | 6.11.2025                                                  | @ Stars                                                    | –                                                          | (0–0–0)                                                    | American Airlines Center                                   | 0–0–0                                                      |                                                            |
| 14                                                         | 8.11.2025                                                  | @ Golden Knights                                           | –                                                          | (0–0–0)                                                    | T-Mobile Arena                                             | 0–0–0                                                      |                                                            |
| 15                                                         | 9.11.2025                                                  | Jets                                                       | –                                                          | (0–0–0)                                                    | Honda Center                                               | 0–0–0                                                      |                                                            |
| 16                                                         | 11.11.2025                                                 | @ Avalanche                                                | –                                                          | (0–0–0)                                                    | Ball Arena                                                 | 0–0–0                                                      |                                                            |
| 17                                                         | 13.11.2025                                                 | @ Red Wings                                                | –                                                          | (0–0–0)                                                    | Little Caesars Arena                                       | 0–0–0                                                      |                                                            |
| 18                                                         | 15.11.2025                                                 | @ Wild                                                     | –                                                          | (0–0–0)                                                    | Grand Casino Arena                                         | 0–0–0                                                      |                                                            |
| 19                                                         | 17.11.2025                                                 | Mammoth                                                    | –                                                          | (0–0–0)                                                    | Honda Center                                               | 0–0–0                                                      |                                                            |
| 20                                                         | 19.11.2025                                                 | Bruins                                                     | –                                                          | (0–0–0)                                                    | Honda Center                                               | 0–0–0                                                      |                                                            |
| 21                                                         | 20.11.2025                                                 | Senators                                                   | –                                                          | (0–0–0)                                                    | Honda Center                                               | 0–0–0                                                      |                                                            |
| 22                                                         | 22.11.2025                                                 | Golden Knights                                             | –                                                          | (0–0–0)                                                    | Honda Center                                               | 0–0–0                                                      |                                                            |
| 23                                                         | 26.11.2025                                                 | Canucks                                                    | –                                                          | (0–0–0)                                                    | Honda Center                                               | 0–0–0                                                      |                                                            |
| 24                                                         | 28.11.2025                                                 | Kings                                                      | –                                                          | (0–0–0)                                                    | Honda Center                                               | 0–0–0                                                      |                                                            |
| 25                                                         | 30.11.2025                                                 | @ Blackhawks                                               | –                                                          | (0–0–0)                                                    | United Center                                              | 0–0–0                                                      |                                                            |

##### Tabellini
| Arbitri: | ... (R) ... (R) ... (L) ... (L) |

|                                  |           |                                  |
| 1° periodo 2° periodo 3° periodo | Marcatori | 1° periodo 2° periodo 3° periodo |

| Arbitri: | ... (R) ... (R) ... (L) ... (L) |

|                                  |           |                                  |
| 1° periodo 2° periodo 3° periodo | Marcatori | 1° periodo 2° periodo 3° periodo |

| Arbitri: | ... (R) ... (R) ... (L) ... (L) |

|                                  |           |                                  |
| 1° periodo 2° periodo 3° periodo | Marcatori | 1° periodo 2° periodo 3° periodo |

| Arbitri: | ... (R) ... (R) ... (L) ... (L) |

|                                  |           |                                  |
| 1° periodo 2° periodo 3° periodo | Marcatori | 1° periodo 2° periodo 3° periodo |

| Arbitri: | ... (R) ... (R) ... (L) ... (L) |

|                                  |           |                                  |
| 1° periodo 2° periodo 3° periodo | Marcatori | 1° periodo 2° periodo 3° periodo |

| Arbitri: | ... (R) ... (R) ... (L) ... (L) |

|                                  |           |                                  |
| 1° periodo 2° periodo 3° periodo | Marcatori | 1° periodo 2° periodo 3° periodo |

| Arbitri: | ... (R) ... (R) ... (L) ... (L) |

|                                  |           |                                  |
| 1° periodo 2° periodo 3° periodo | Marcatori | 1° periodo 2° periodo 3° periodo |

| Arbitri: | ... (R) ... (R) ... (L) ... (L) |

|                                  |           |                                  |
| 1° periodo 2° periodo 3° periodo | Marcatori | 1° periodo 2° periodo 3° periodo |

| Arbitri: | ... (R) ... (R) ... (L) ... (L) |

|                                  |           |                                  |
| 1° periodo 2° periodo 3° periodo | Marcatori | 1° periodo 2° periodo 3° periodo |

| Arbitri: | ... (R) ... (R) ... (L) ... (L) |

|                                  |           |                                  |
| 1° periodo 2° periodo 3° periodo | Marcatori | 1° periodo 2° periodo 3° periodo |

| Arbitri: | ... (R) ... (R) ... (L) ... (L) |

|                                  |           |                                  |
| 1° periodo 2° periodo 3° periodo | Marcatori | 1° periodo 2° periodo 3° periodo |

| Arbitri: | ... (R) ... (R) ... (L) ... (L) |

|                                  |           |                                  |
| 1° periodo 2° periodo 3° periodo | Marcatori | 1° periodo 2° periodo 3° periodo |

| Arbitri: | ... (R) ... (R) ... (L) ... (L) |

|                                  |           |                                  |
| 1° periodo 2° periodo 3° periodo | Marcatori | 1° periodo 2° periodo 3° periodo |

| Arbitri: | ... (R) ... (R) ... (L) ... (L) |

|                                  |           |                                  |
| 1° periodo 2° periodo 3° periodo | Marcatori | 1° periodo 2° periodo 3° periodo |

| Arbitri: | ... (R) ... (R) ... (L) ... (L) |

|                                  |           |                                  |
| 1° periodo 2° periodo 3° periodo | Marcatori | 1° periodo 2° periodo 3° periodo |

#### Dicembre 2025

##### Risultati
| Dicembre 2025                                              | Dicembre 2025                                              | Dicembre 2025                                              | Dicembre 2025                                              | Dicembre 2025                                              | Dicembre 2025                                              | Dicembre 2025                                              | Dicembre 2025                                              |
| Record dicembre 2025: 0–0–0 Casa: 0–0–0; Trasferta: 0–0–0) | Record dicembre 2025: 0–0–0 Casa: 0–0–0; Trasferta: 0–0–0) | Record dicembre 2025: 0–0–0 Casa: 0–0–0; Trasferta: 0–0–0) | Record dicembre 2025: 0–0–0 Casa: 0–0–0; Trasferta: 0–0–0) | Record dicembre 2025: 0–0–0 Casa: 0–0–0; Trasferta: 0–0–0) | Record dicembre 2025: 0–0–0 Casa: 0–0–0; Trasferta: 0–0–0) | Record dicembre 2025: 0–0–0 Casa: 0–0–0; Trasferta: 0–0–0) | Record dicembre 2025: 0–0–0 Casa: 0–0–0; Trasferta: 0–0–0) |
| Partita                                                    | Data                                                       | Avversario                                                 | Punteggio                                                  | Decision                                                   | Stadio e spettatori                                        | Record                                                     | Punti                                                      |
| ---------------------------------------------------------- | ---------------------------------------------------------- | ---------------------------------------------------------- | ---------------------------------------------------------- | ---------------------------------------------------------- | ---------------------------------------------------------- | ---------------------------------------------------------- | ---------------------------------------------------------- |
| 26                                                         | 1.12.2025                                                  | @ Blues                                                    | –                                                          | (0–0–0)                                                    | Enterprise Center                                          | 0–0–0                                                      |                                                            |
| 27                                                         | 3.12.2025                                                  | Mammoth                                                    | –                                                          | (0–0–0)                                                    | Honda Center                                               | 0–0–0                                                      |                                                            |
| 28                                                         | 5.12.2025                                                  | Capitals                                                   | –                                                          | (0–0–0)                                                    | Honda Center                                               | 0–0–0                                                      |                                                            |
| 29                                                         | 7.12.2025                                                  | Blackhawks                                                 | –                                                          | (0–0–0)                                                    | Honda Center                                               | 0–0–0                                                      |                                                            |
| 30                                                         | 9.12.2025                                                  | @ Penguins                                                 | –                                                          | (0–0–0)                                                    | PPG Paints Arena                                           | 0–0–0                                                      |                                                            |
| 31                                                         | 11.12.2025                                                 | @ Islanders                                                | –                                                          | (0–0–0)                                                    | UBS Arena                                                  | 0–0–0                                                      |                                                            |
| 32                                                         | 13.12.2025                                                 | @ Devils                                                   | –                                                          | (0–0–0)                                                    | Prudential Center                                          | 0–0–0                                                      |                                                            |
| 33                                                         | 15.12.2025                                                 | @ Rangers                                                  | –                                                          | (0–0–0)                                                    | Madison Square Garden                                      | 0–0–0                                                      |                                                            |
| 34                                                         | 16.12.2025                                                 | @ Blue Jackets                                             | –                                                          | (0–0–0)                                                    | Nationwide Arena                                           | 0–0–0                                                      |                                                            |
| 35                                                         | 19.12.2025                                                 | Stars                                                      | –                                                          | (0–0–0)                                                    | Honda Center                                               | 0–0–0                                                      |                                                            |
| 36                                                         | 20.12.2025                                                 | Blue Jackets                                               | –                                                          | (0–0–0)                                                    | Honda Center                                               | 0–0–0                                                      |                                                            |
| 37                                                         | 22.12.2025                                                 | Kraken                                                     | –                                                          | (0–0–0)                                                    | Honda Center                                               | 0–0–0                                                      |                                                            |
| 38                                                         | 27.12.2025                                                 | @ Kings                                                    | –                                                          | (0–0–0)                                                    | Crypto.com Arena                                           | 0–0–0                                                      |                                                            |
| 39                                                         | 29.12.2025                                                 | Sharks                                                     | –                                                          | (0–0–0)                                                    | Honda Center                                               | 0–0–0                                                      |                                                            |
| 40                                                         | 31.12.2025                                                 | Lightning                                                  | –                                                          | (0–0–0)                                                    | Honda Center                                               | 0–0–0                                                      |                                                            |

##### Tabellini
| Arbitri: | ... (R) ... (R) ... (L) ... (L) |

|                                  |           |                                  |
| 1° periodo 2° periodo 3° periodo | Marcatori | 1° periodo 2° periodo 3° periodo |

| Arbitri: | ... (R) ... (R) ... (L) ... (L) |

|                                  |           |                                  |
| 1° periodo 2° periodo 3° periodo | Marcatori | 1° periodo 2° periodo 3° periodo |

| Arbitri: | ... (R) ... (R) ... (L) ... (L) |

|                                  |           |                                  |
| 1° periodo 2° periodo 3° periodo | Marcatori | 1° periodo 2° periodo 3° periodo |

| Arbitri: | ... (R) ... (R) ... (L) ... (L) |

|                                  |           |                                  |
| 1° periodo 2° periodo 3° periodo | Marcatori | 1° periodo 2° periodo 3° periodo |

| Arbitri: | ... (R) ... (R) ... (L) ... (L) |

|                                  |           |                                  |
| 1° periodo 2° periodo 3° periodo | Marcatori | 1° periodo 2° periodo 3° periodo |

| Arbitri: | ... (R) ... (R) ... (L) ... (L) |

|                                  |           |                                  |
| 1° periodo 2° periodo 3° periodo | Marcatori | 1° periodo 2° periodo 3° periodo |

| Arbitri: | ... (R) ... (R) ... (L) ... (L) |

|                                  |           |                                  |
| 1° periodo 2° periodo 3° periodo | Marcatori | 1° periodo 2° periodo 3° periodo |

| Arbitri: | ... (R) ... (R) ... (L) ... (L) |

|                                  |           |                                  |
| 1° periodo 2° periodo 3° periodo | Marcatori | 1° periodo 2° periodo 3° periodo |

| Arbitri: | ... (R) ... (R) ... (L) ... (L) |

|                                  |           |                                  |
| 1° periodo 2° periodo 3° periodo | Marcatori | 1° periodo 2° periodo 3° periodo |

| Arbitri: | ... (R) ... (R) ... (L) ... (L) |

|                                  |           |                                  |
| 1° periodo 2° periodo 3° periodo | Marcatori | 1° periodo 2° periodo 3° periodo |

| Arbitri: | ... (R) ... (R) ... (L) ... (L) |

|                                  |           |                                  |
| 1° periodo 2° periodo 3° periodo | Marcatori | 1° periodo 2° periodo 3° periodo |

| Arbitri: | ... (R) ... (R) ... (L) ... (L) |

|                                  |           |                                  |
| 1° periodo 2° periodo 3° periodo | Marcatori | 1° periodo 2° periodo 3° periodo |

| Arbitri: | ... (R) ... (R) ... (L) ... (L) |

|                                  |           |                                  |
| 1° periodo 2° periodo 3° periodo | Marcatori | 1° periodo 2° periodo 3° periodo |

| Arbitri: | ... (R) ... (R) ... (L) ... (L) |

|                                  |           |                                  |
| 1° periodo 2° periodo 3° periodo | Marcatori | 1° periodo 2° periodo 3° periodo |

| Arbitri: | ... (R) ... (R) ... (L) ... (L) |

|                                  |           |                                  |
| 1° periodo 2° periodo 3° periodo | Marcatori | 1° periodo 2° periodo 3° periodo |

#### Gennaio 2026

##### Risultati
| Gennaio 2026                                              | Gennaio 2026                                              | Gennaio 2026                                              | Gennaio 2026                                              | Gennaio 2026                                              | Gennaio 2026                                              | Gennaio 2026                                              | Gennaio 2026                                              |
| Record gennaio 2026: 0–0–0 Casa: 0–0–0; Trasferta: 0–0–0) | Record gennaio 2026: 0–0–0 Casa: 0–0–0; Trasferta: 0–0–0) | Record gennaio 2026: 0–0–0 Casa: 0–0–0; Trasferta: 0–0–0) | Record gennaio 2026: 0–0–0 Casa: 0–0–0; Trasferta: 0–0–0) | Record gennaio 2026: 0–0–0 Casa: 0–0–0; Trasferta: 0–0–0) | Record gennaio 2026: 0–0–0 Casa: 0–0–0; Trasferta: 0–0–0) | Record gennaio 2026: 0–0–0 Casa: 0–0–0; Trasferta: 0–0–0) | Record gennaio 2026: 0–0–0 Casa: 0–0–0; Trasferta: 0–0–0) |
| Partita                                                   | Data                                                      | Avversario                                                | Punteggio                                                 | Decision                                                  | Stadio e spettatori                                       | Record                                                    | Punti                                                     |
| --------------------------------------------------------- | --------------------------------------------------------- | --------------------------------------------------------- | --------------------------------------------------------- | --------------------------------------------------------- | --------------------------------------------------------- | --------------------------------------------------------- | --------------------------------------------------------- |
| 41                                                        | 2.1.2026                                                  | Wild                                                      | –                                                         | (0–0–0)                                                   | Honda Center                                              | 0–0–0                                                     |                                                           |
| 42                                                        | 5.1.2026                                                  | @ Capitals                                                | –                                                         | (0–0–0)                                                   | Capital One Arena                                         | 0–0–0                                                     |                                                           |
| 43                                                        | 6.1.2026                                                  | @ Flyers                                                  | –                                                         | (0–0–0)                                                   | Xfinity Mobile Arena                                      | 0–0–0                                                     |                                                           |
| 44                                                        | 8.1.2026                                                  | @ Hurricanes                                              | –                                                         | (0–0–0)                                                   | Lenovo Center                                             | 0–0–0                                                     |                                                           |
| 45                                                        | 10.1.2026                                                 | @ Sabres                                                  | –                                                         | (0–0–0)                                                   | KeyBank Center                                            | 0–0–0                                                     |                                                           |
| 46                                                        | 13.1.2026                                                 | Stars                                                     | –                                                         | (0–0–0)                                                   | Honda Center                                              | 0–0–0                                                     |                                                           |
| 47                                                        | 16.1.2026                                                 | @ Kings                                                   | –                                                         | (0–0–0)                                                   | Crypto.com Arena                                          | 0–0–0                                                     |                                                           |
| 48                                                        | 17.1.2026                                                 | Kings                                                     | –                                                         | (0–0–0)                                                   | Honda Center                                              | 0–0–0                                                     |                                                           |
| 49                                                        | 19.1.2026                                                 | Rangers                                                   | –                                                         | (0–0–0)                                                   | Honda Center                                              | 0–0–0                                                     |                                                           |
| 50                                                        | 21.1.2026                                                 | @ Avalanche                                               | –                                                         | (0–0–0)                                                   | Ball Arena                                                | 0–0–0                                                     |                                                           |
| 51                                                        | 23.1.2026                                                 | @ Kraken                                                  | –                                                         | (0–0–0)                                                   | Climate Pledge Arena                                      | 0–0–0                                                     |                                                           |
| 52                                                        | 25.1.2026                                                 | @ Flames                                                  | –                                                         | (0–0–0)                                                   | Scotiabank Saddledome                                     | 0–0–0                                                     |                                                           |
| 53                                                        | 26.1.2026                                                 | @ Oilers                                                  | –                                                         | (0–0–0)                                                   | Rogers Place                                              | 0–0–0                                                     |                                                           |
| 54                                                        | 29.1.2026                                                 | @ Canucks                                                 | –                                                         | (0–0–0)                                                   | Rogers Arena                                              | 0–0–0                                                     |                                                           |

##### Tabellini
| Arbitri: | ... (R) ... (R) ... (L) ... (L) |

|                                  |           |                                  |
| 1° periodo 2° periodo 3° periodo | Marcatori | 1° periodo 2° periodo 3° periodo |

| Arbitri: | ... (R) ... (R) ... (L) ... (L) |

|                                  |           |                                  |
| 1° periodo 2° periodo 3° periodo | Marcatori | 1° periodo 2° periodo 3° periodo |

| Arbitri: | ... (R) ... (R) ... (L) ... (L) |

|                                  |           |                                  |
| 1° periodo 2° periodo 3° periodo | Marcatori | 1° periodo 2° periodo 3° periodo |

| Arbitri: | ... (R) ... (R) ... (L) ... (L) |

|                                  |           |                                  |
| 1° periodo 2° periodo 3° periodo | Marcatori | 1° periodo 2° periodo 3° periodo |

| Arbitri: | ... (R) ... (R) ... (L) ... (L) |

|                                  |           |                                  |
| 1° periodo 2° periodo 3° periodo | Marcatori | 1° periodo 2° periodo 3° periodo |

| Arbitri: | ... (R) ... (R) ... (L) ... (L) |

|                                  |           |                                  |
| 1° periodo 2° periodo 3° periodo | Marcatori | 1° periodo 2° periodo 3° periodo |

| Arbitri: | ... (R) ... (R) ... (L) ... (L) |

|                                  |           |                                  |
| 1° periodo 2° periodo 3° periodo | Marcatori | 1° periodo 2° periodo 3° periodo |

| Arbitri: | ... (R) ... (R) ... (L) ... (L) |

|                                  |           |                                  |
| 1° periodo 2° periodo 3° periodo | Marcatori | 1° periodo 2° periodo 3° periodo |

| Arbitri: | ... (R) ... (R) ... (L) ... (L) |

|                                  |           |                                  |
| 1° periodo 2° periodo 3° periodo | Marcatori | 1° periodo 2° periodo 3° periodo |

| Arbitri: | ... (R) ... (R) ... (L) ... (L) |

|                                  |           |                                  |
| 1° periodo 2° periodo 3° periodo | Marcatori | 1° periodo 2° periodo 3° periodo |

| Arbitri: | ... (R) ... (R) ... (L) ... (L) |

|                                  |           |                                  |
| 1° periodo 2° periodo 3° periodo | Marcatori | 1° periodo 2° periodo 3° periodo |

| Arbitri: | ... (R) ... (R) ... (L) ... (L) |

|                                  |           |                                  |
| 1° periodo 2° periodo 3° periodo | Marcatori | 1° periodo 2° periodo 3° periodo |

| Arbitri: | ... (R) ... (R) ... (L) ... (L) |

|                                  |           |                                  |
| 1° periodo 2° periodo 3° periodo | Marcatori | 1° periodo 2° periodo 3° periodo |

| Arbitri: | ... (R) ... (R) ... (L) ... (L) |

|                                  |           |                                  |
| 1° periodo 2° periodo 3° periodo | Marcatori | 1° periodo 2° periodo 3° periodo |

#### Febbraio 2026

##### Risultati
| Febbraio 2026                                              | Febbraio 2026                                              | Febbraio 2026                                              | Febbraio 2026                                              | Febbraio 2026                                              | Febbraio 2026                                              | Febbraio 2026                                              | Febbraio 2026                                              |
| Record febbraio 2026: 0–0–0 Casa: 0–0–0; Trasferta: 0–0–0) | Record febbraio 2026: 0–0–0 Casa: 0–0–0; Trasferta: 0–0–0) | Record febbraio 2026: 0–0–0 Casa: 0–0–0; Trasferta: 0–0–0) | Record febbraio 2026: 0–0–0 Casa: 0–0–0; Trasferta: 0–0–0) | Record febbraio 2026: 0–0–0 Casa: 0–0–0; Trasferta: 0–0–0) | Record febbraio 2026: 0–0–0 Casa: 0–0–0; Trasferta: 0–0–0) | Record febbraio 2026: 0–0–0 Casa: 0–0–0; Trasferta: 0–0–0) | Record febbraio 2026: 0–0–0 Casa: 0–0–0; Trasferta: 0–0–0) |
| Partita                                                    | Data                                                       | Avversario                                                 | Punteggio                                                  | Decision                                                   | Stadio e spettatori                                        | Record                                                     | Punti                                                      |
| ---------------------------------------------------------- | ---------------------------------------------------------- | ---------------------------------------------------------- | ---------------------------------------------------------- | ---------------------------------------------------------- | ---------------------------------------------------------- | ---------------------------------------------------------- | ---------------------------------------------------------- |
| 55                                                         | 1.2.2026                                                   | Golden Knights                                             | –                                                          | (0–0–0)                                                    | Honda Center                                               | 0–0–0                                                      |                                                            |
| 56                                                         | 3.2.2026                                                   | Kraken                                                     | –                                                          | (0–0–0)                                                    | Honda Center                                               | 0–0–0                                                      |                                                            |
| Pausa Giochi olimpici invernali (6-22 febbraio)            |                                                            |                                                            |                                                            |                                                            |                                                            |                                                            |                                                            |
| 57                                                         | 25.2.2026                                                  | Oilers                                                     | –                                                          | (0–0–0)                                                    | Honda Center                                               | 0–0–0                                                      |                                                            |
| 58                                                         | 27.2.2026                                                  | Jets                                                       | –                                                          | (0–0–0)                                                    | Honda Center                                               | 0–0–0                                                      |                                                            |

##### Tabellini
| Arbitri: | ... (R) ... (R) ... (L) ... (L) |

|                                  |           |                                  |
| 1° periodo 2° periodo 3° periodo | Marcatori | 1° periodo 2° periodo 3° periodo |

| Arbitri: | ... (R) ... (R) ... (L) ... (L) |

|                                  |           |                                  |
| 1° periodo 2° periodo 3° periodo | Marcatori | 1° periodo 2° periodo 3° periodo |

| Arbitri: | ... (R) ... (R) ... (L) ... (L) |

|                                  |           |                                  |
| 1° periodo 2° periodo 3° periodo | Marcatori | 1° periodo 2° periodo 3° periodo |

| Arbitri: | ... (R) ... (R) ... (L) ... (L) |

|                                  |           |                                  |
| 1° periodo 2° periodo 3° periodo | Marcatori | 1° periodo 2° periodo 3° periodo |

#### Marzo 2026

##### Risultati
| Marzo 2026                                              | Marzo 2026                                              | Marzo 2026                                              | Marzo 2026                                              | Marzo 2026                                              | Marzo 2026                                              | Marzo 2026                                              | Marzo 2026                                              |
| Record marzo 2026: 0–0–0 Casa: 0–0–0; Trasferta: 0–0–0) | Record marzo 2026: 0–0–0 Casa: 0–0–0; Trasferta: 0–0–0) | Record marzo 2026: 0–0–0 Casa: 0–0–0; Trasferta: 0–0–0) | Record marzo 2026: 0–0–0 Casa: 0–0–0; Trasferta: 0–0–0) | Record marzo 2026: 0–0–0 Casa: 0–0–0; Trasferta: 0–0–0) | Record marzo 2026: 0–0–0 Casa: 0–0–0; Trasferta: 0–0–0) | Record marzo 2026: 0–0–0 Casa: 0–0–0; Trasferta: 0–0–0) | Record marzo 2026: 0–0–0 Casa: 0–0–0; Trasferta: 0–0–0) |
| Partita                                                 | Data                                                    | Avversario                                              | Punteggio                                               | Decision                                                | Stadio e spettatori                                     | Record                                                  | Punti                                                   |
| ------------------------------------------------------- | ------------------------------------------------------- | ------------------------------------------------------- | ------------------------------------------------------- | ------------------------------------------------------- | ------------------------------------------------------- | ------------------------------------------------------- | ------------------------------------------------------- |
| 59                                                      | 1.3.2026                                                | Flames                                                  | –                                                       | (0–0–0)                                                 | Honda Center                                            | 0–0–0                                                   |                                                         |
| 60                                                      | 3.3.2026                                                | Avalanche                                               | –                                                       | (0–0–0)                                                 | Honda Center                                            | 0–0–0                                                   |                                                         |
| 61                                                      | 4.3.2026                                                | Islanders                                               | –                                                       | (0–0–0)                                                 | Honda Center                                            | 0–0–0                                                   |                                                         |
| 62                                                      | 6.3.2026                                                | Canadiens                                               | –                                                       | (0–0–0)                                                 | Honda Center                                            | 0–0–0                                                   |                                                         |
| 63                                                      | 8.3.2026                                                | Blues                                                   | –                                                       | (0–0–0)                                                 | Honda Center                                            | 0–0–0                                                   |                                                         |
| 64                                                      | 10.3.2026                                               | @ Jets                                                  | –                                                       | (0–0–0)                                                 | Canada Life Centre                                      | 0–0–0                                                   |                                                         |
| 65                                                      | 12.3.2026                                               | @ Maple Leafs                                           | –                                                       | (0–0–0)                                                 | Scotiabank Arena                                        | 0–0–0                                                   |                                                         |
| 66                                                      | 14.3.2026                                               | @ Senators                                              | –                                                       | (0–0–0)                                                 | Canadian Tire Centre                                    | 0–0–0                                                   |                                                         |
| 67                                                      | 15.3.2026                                               | @ Canadiens                                             | –                                                       | (0–0–0)                                                 | Bell Centre                                             | 0–0–0                                                   |                                                         |
| 68                                                      | 18.3.2026                                               | Flyers                                                  | –                                                       | (0–0–0)                                                 | Honda Center                                            | 0–0–0                                                   |                                                         |
| 69                                                      | 20.3.2026                                               | @ Mammoth                                               | –                                                       | (0–0–0)                                                 | Delta Center                                            | 0–0–0                                                   |                                                         |
| 70                                                      | 22.3.2026                                               | Sabres                                                  | –                                                       | (0–0–0)                                                 | Honda Center                                            | 0–0–0                                                   |                                                         |
| 71                                                      | 24.3.2026                                               | @ Canucks                                               | –                                                       | (0–0–0)                                                 | Rogers Arena                                            | 0–0–0                                                   |                                                         |
| 72                                                      | 26.3.2026                                               | @ Flames                                                | –                                                       | (0–0–0)                                                 | Scotiabank Saddledome                                   | 0–0–0                                                   |                                                         |
| 73                                                      | 28.3.2026                                               | @ Oilers                                                | –                                                       | (0–0–0)                                                 | Rogers Place                                            | 0–0–0                                                   |                                                         |
| 74                                                      | 30.3.2026                                               | Maple Leafs                                             | –                                                       | (0–0–0)                                                 | Honda Center                                            | 0–0–0                                                   |                                                         |

##### Tabellini
| Arbitri: | ... (R) ... (R) ... (L) ... (L) |

|                                  |           |                                  |
| 1° periodo 2° periodo 3° periodo | Marcatori | 1° periodo 2° periodo 3° periodo |

| Arbitri: | ... (R) ... (R) ... (L) ... (L) |

|                                  |           |                                  |
| 1° periodo 2° periodo 3° periodo | Marcatori | 1° periodo 2° periodo 3° periodo |

| Arbitri: | ... (R) ... (R) ... (L) ... (L) |

|                                  |           |                                  |
| 1° periodo 2° periodo 3° periodo | Marcatori | 1° periodo 2° periodo 3° periodo |

| Arbitri: | ... (R) ... (R) ... (L) ... (L) |

|                                  |           |                                  |
| 1° periodo 2° periodo 3° periodo | Marcatori | 1° periodo 2° periodo 3° periodo |

| Arbitri: | ... (R) ... (R) ... (L) ... (L) |

|                                  |           |                                  |
| 1° periodo 2° periodo 3° periodo | Marcatori | 1° periodo 2° periodo 3° periodo |

| Arbitri: | ... (R) ... (R) ... (L) ... (L) |

|                                  |           |                                  |
| 1° periodo 2° periodo 3° periodo | Marcatori | 1° periodo 2° periodo 3° periodo |

| Arbitri: | ... (R) ... (R) ... (L) ... (L) |

|                                  |           |                                  |
| 1° periodo 2° periodo 3° periodo | Marcatori | 1° periodo 2° periodo 3° periodo |

| Arbitri: | ... (R) ... (R) ... (L) ... (L) |

|                                  |           |                                  |
| 1° periodo 2° periodo 3° periodo | Marcatori | 1° periodo 2° periodo 3° periodo |

| Arbitri: | ... (R) ... (R) ... (L) ... (L) |

|                                  |           |                                  |
| 1° periodo 2° periodo 3° periodo | Marcatori | 1° periodo 2° periodo 3° periodo |

| Arbitri: | ... (R) ... (R) ... (L) ... (L) |

|                                  |           |                                  |
| 1° periodo 2° periodo 3° periodo | Marcatori | 1° periodo 2° periodo 3° periodo |

| Arbitri: | ... (R) ... (R) ... (L) ... (L) |

|                                  |           |                                  |
| 1° periodo 2° periodo 3° periodo | Marcatori | 1° periodo 2° periodo 3° periodo |

| Arbitri: | ... (R) ... (R) ... (L) ... (L) |

|                                  |           |                                  |
| 1° periodo 2° periodo 3° periodo | Marcatori | 1° periodo 2° periodo 3° periodo |

| Arbitri: | ... (R) ... (R) ... (L) ... (L) |

|                                  |           |                                  |
| 1° periodo 2° periodo 3° periodo | Marcatori | 1° periodo 2° periodo 3° periodo |

| Arbitri: | ... (R) ... (R) ... (L) ... (L) |

|                                  |           |                                  |
| 1° periodo 2° periodo 3° periodo | Marcatori | 1° periodo 2° periodo 3° periodo |

| Arbitri: | ... (R) ... (R) ... (L) ... (L) |

|                                  |           |                                  |
| 1° periodo 2° periodo 3° periodo | Marcatori | 1° periodo 2° periodo 3° periodo |

| Arbitri: | ... (R) ... (R) ... (L) ... (L) |

|                                  |           |                                  |
| 1° periodo 2° periodo 3° periodo | Marcatori | 1° periodo 2° periodo 3° periodo |

#### Aprile 2026

##### Risultati
| Aprile 2026                                              | Aprile 2026                                              | Aprile 2026                                              | Aprile 2026                                              | Aprile 2026                                              | Aprile 2026                                              | Aprile 2026                                              | Aprile 2026                                              |
| Record aprile 2026: 0–0–0 Casa: 0–0–0; Trasferta: 0–0–0) | Record aprile 2026: 0–0–0 Casa: 0–0–0; Trasferta: 0–0–0) | Record aprile 2026: 0–0–0 Casa: 0–0–0; Trasferta: 0–0–0) | Record aprile 2026: 0–0–0 Casa: 0–0–0; Trasferta: 0–0–0) | Record aprile 2026: 0–0–0 Casa: 0–0–0; Trasferta: 0–0–0) | Record aprile 2026: 0–0–0 Casa: 0–0–0; Trasferta: 0–0–0) | Record aprile 2026: 0–0–0 Casa: 0–0–0; Trasferta: 0–0–0) | Record aprile 2026: 0–0–0 Casa: 0–0–0; Trasferta: 0–0–0) |
| Partita                                                  | Data                                                     | Avversario                                               | Punteggio                                                | Decision                                                 | Stadio e spettatori                                      | Record                                                   | Punti                                                    |
| -------------------------------------------------------- | -------------------------------------------------------- | -------------------------------------------------------- | -------------------------------------------------------- | -------------------------------------------------------- | -------------------------------------------------------- | -------------------------------------------------------- | -------------------------------------------------------- |
| 75                                                       | 1.4.2026                                                 | @ Sharks                                                 | –                                                        | (0–0–0)                                                  | SAP Center                                               | 0–0–0                                                    |                                                          |
| 76                                                       | 3.4.2026                                                 | Blues                                                    | –                                                        | (0–0–0)                                                  | Honda Center                                             | 0–0–0                                                    |                                                          |
| 77                                                       | 4.4.2026                                                 | Flames                                                   | –                                                        | (0–0–0)                                                  | Honda Center                                             | 0–0–0                                                    |                                                          |
| 78                                                       | 7.4.2026                                                 | Predators                                                | –                                                        | (0–0–0)                                                  | Honda Center                                             | 0–0–0                                                    |                                                          |
| 79                                                       | 9.4.2026                                                 | Sharks                                                   | –                                                        | (0–0–0)                                                  | Honda Center                                             | 0–0–0                                                    |                                                          |
| 80                                                       | 12.4.2026                                                | Canucks                                                  | –                                                        | (0–0–0)                                                  | Honda Center                                             | 0–0–0                                                    |                                                          |
| 81                                                       | 14.4.2026                                                | @ Wild                                                   | –                                                        | (0–0–0)                                                  | Grand Casino Arena                                       | 0–0–0                                                    |                                                          |
| 82                                                       | 16.4.2026                                                | @ Predators                                              | –                                                        | (0–0–0)                                                  | Grand Casino Arena                                       | 0–0–0                                                    |                                                          |

##### Tabellini
| Arbitri: | ... (R) ... (R) ... (L) ... (L) |

|                                  |           |                                  |
| 1° periodo 2° periodo 3° periodo | Marcatori | 1° periodo 2° periodo 3° periodo |

| Arbitri: | ... (R) ... (R) ... (L) ... (L) |

|                                  |           |                                  |
| 1° periodo 2° periodo 3° periodo | Marcatori | 1° periodo 2° periodo 3° periodo |

| Arbitri: | ... (R) ... (R) ... (L) ... (L) |

|                                  |           |                                  |
| 1° periodo 2° periodo 3° periodo | Marcatori | 1° periodo 2° periodo 3° periodo |

| Arbitri: | ... (R) ... (R) ... (L) ... (L) |

|                                  |           |                                  |
| 1° periodo 2° periodo 3° periodo | Marcatori | 1° periodo 2° periodo 3° periodo |

| Arbitri: | ... (R) ... (R) ... (L) ... (L) |

|                                  |           |                                  |
| 1° periodo 2° periodo 3° periodo | Marcatori | 1° periodo 2° periodo 3° periodo |

| Arbitri: | ... (R) ... (R) ... (L) ... (L) |

|                                  |           |                                  |
| 1° periodo 2° periodo 3° periodo | Marcatori | 1° periodo 2° periodo 3° periodo |

| Arbitri: | ... (R) ... (R) ... (L) ... (L) |

|                                  |           |                                  |
| 1° periodo 2° periodo 3° periodo | Marcatori | 1° periodo 2° periodo 3° periodo |

| Arbitri: | ... (R) ... (R) ... (L) ... (L) |

|                                  |           |                                  |
| 1° periodo 2° periodo 3° periodo | Marcatori | 1° periodo 2° periodo 3° periodo |

## Recordcontro le squadre avversarie
| Western Conference | Western Conference                              | Western Conference                              | Western Conference                              | Western Conference                              | Western Conference                              | Western Conference                              | Western Conference                              | Western Conference                              | Western Conference                              | Eastern Conference                              | Eastern Conference                              | Eastern Conference                              | Eastern Conference                              | Eastern Conference                              | Eastern Conference                              |
| Pacific Division   | Pacific Division                                | Pacific Division                                | Pacific Division                                | Pacific Division                                | Central Division                                | Central Division                                | Central Division                                | Central Division                                | Central Division                                | Metropolitan Division                           | Metropolitan Division                           | Metropolitan Division                           | Atlantic Division                               | Atlantic Division                               | Atlantic Division                               |
| Squadra            | Casa                                            | Casa                                            | Trasferta                                       | Trasferta                                       | Squadra                                         | Casa                                            | Casa                                            | Trasferta                                       | Trasferta                                       | Squadra                                         | Casa                                            | Trasferta                                       | Squadra                                         | Casa                                            | Trasferta                                       |
| ------------------ | ----------------------------------------------- | ----------------------------------------------- | ----------------------------------------------- | ----------------------------------------------- | ----------------------------------------------- | ----------------------------------------------- | ----------------------------------------------- | ----------------------------------------------- | ----------------------------------------------- | ----------------------------------------------- | ----------------------------------------------- | ----------------------------------------------- | ----------------------------------------------- | ----------------------------------------------- | ----------------------------------------------- |
| CGY                | 1 mar                                           | 4 apr                                           | 25 gen                                          | 26 mar                                          | CHI                                             | 7 dic                                           |                                                 | 19 ott                                          | 30 nov                                          | CAR                                             | 16 ott                                          | 8 gen                                           | BOS                                             | 19 nov                                          | 23 ott                                          |
| EDM                | 25 feb                                          |                                                 | 26 gen                                          | 28 mar                                          | COL                                             | 3 mar                                           |                                                 | 11 nov                                          | 21 gen                                          | CBJ                                             | 20 dic                                          | 16 dic                                          | BUF                                             | 22 mar                                          | 10 gen                                          |
| LAK                | 28 nov                                          | 17 gen                                          | 27 dic                                          | 16 gen                                          | DAL                                             | 19 dic                                          | 13 gen                                          | 6 nov                                           |                                                 | NJD                                             | 2 nov                                           | 13 dic                                          | DET                                             | 31 ott                                          | 13 nov                                          |
| SJS                | 29 dic                                          | 9 apr                                           | 11 ott                                          | 1 apr                                           | MIN                                             | 2 gen                                           | 14 apr                                          | 15 nov                                          |                                                 | NYI                                             | 4 mar                                           | 11 dic                                          | FLA                                             | 4 nov                                           | 28 ott                                          |
| SEA                | 22 dic                                          | 3 feb                                           | 9 ott                                           | 23 gen                                          | NSH                                             | 7 apr                                           | 16 apr                                          | 21 ott                                          |                                                 | NYR                                             | 19 gen                                          | 15 dic                                          | MTL                                             | 6 mar                                           | 15 mar                                          |
| VAN                | 26 nov                                          | 12 apr                                          | 29 gen                                          | 24 mar                                          | STL                                             | 8 mar                                           | 3 apr                                           | 1 dic                                           |                                                 | PHI                                             | 18 mar                                          | 6 gen                                           | OTT                                             | 20 nov                                          | 14 mar                                          |
| VGK                | 22 nov                                          | 1 feb                                           | 8 nov                                           |                                                 | UTA                                             | 17 nov                                          | 3 dic                                           | 20 mar                                          |                                                 | PIT                                             | 14 otto                                         | 9 dic                                           | TBL                                             | 31 dic                                          | 25 ott                                          |
|                    |                                                 |                                                 |                                                 |                                                 | WPG                                             | 9 nov                                           | 27 feb                                          | 10 mar                                          |                                                 | WSH                                             | 5 dic                                           | 5 gen                                           | TOR                                             | 30 mar                                          | 12 mar                                          |
| Record             | 0–0–0 0 punti                                   | 0–0–0 0 punti                                   | 0–0–0 0 punti                                   | 0–0–0 0 punti                                   |                                                 | 0–0–0 0 punti                                   | 0–0–0 0 punti                                   | 0–0–0 0 punti                                   | 0–0–0 0 punti                                   |                                                 | 0–0–0 0 punti                                   | 0–0–0 0 punti                                   |                                                 | 0–0–0 0 punti                                   | 0–0–0 0 punti                                   |
| Division           | 0–0–0 = 0 punti                                 | 0–0–0 = 0 punti                                 | 0–0–0 = 0 punti                                 | 0–0–0 = 0 punti                                 |                                                 | 0–0–0 = 0 punti                                 | 0–0–0 = 0 punti                                 | 0–0–0 = 0 punti                                 | 0–0–0 = 0 punti                                 |                                                 | 0–0–0 = 0 punti                                 | 0–0–0 = 0 punti                                 |                                                 | 0–0–0 = 0 punti                                 | 0–0–0 = 0 punti                                 |
| Conference         | 0–0–0 (Casa: 0–0–0; Trasferta: 0–0–0) = 0 punti | 0–0–0 (Casa: 0–0–0; Trasferta: 0–0–0) = 0 punti | 0–0–0 (Casa: 0–0–0; Trasferta: 0–0–0) = 0 punti | 0–0–0 (Casa: 0–0–0; Trasferta: 0–0–0) = 0 punti | 0–0–0 (Casa: 0–0–0; Trasferta: 0–0–0) = 0 punti | 0–0–0 (Casa: 0–0–0; Trasferta: 0–0–0) = 0 punti | 0–0–0 (Casa: 0–0–0; Trasferta: 0–0–0) = 0 punti | 0–0–0 (Casa: 0–0–0; Trasferta: 0–0–0) = 0 punti | 0–0–0 (Casa: 0–0–0; Trasferta: 0–0–0) = 0 punti |                                                 | 0–0–0 (Casa: 0–0–0; Trasferta: 0–0–0) = 0 punti | 0–0–0 (Casa: 0–0–0; Trasferta: 0–0–0) = 0 punti | 0–0–0 (Casa: 0–0–0; Trasferta: 0–0–0) = 0 punti | 0–0–0 (Casa: 0–0–0; Trasferta: 0–0–0) = 0 punti | 0–0–0 (Casa: 0–0–0; Trasferta: 0–0–0) = 0 punti |
| Totale             | 0–0–0 (Casa: 0–0–0; Trasferta: 0–0–0) = 0 punti | 0–0–0 (Casa: 0–0–0; Trasferta: 0–0–0) = 0 punti | 0–0–0 (Casa: 0–0–0; Trasferta: 0–0–0) = 0 punti | 0–0–0 (Casa: 0–0–0; Trasferta: 0–0–0) = 0 punti | 0–0–0 (Casa: 0–0–0; Trasferta: 0–0–0) = 0 punti | 0–0–0 (Casa: 0–0–0; Trasferta: 0–0–0) = 0 punti | 0–0–0 (Casa: 0–0–0; Trasferta: 0–0–0) = 0 punti | 0–0–0 (Casa: 0–0–0; Trasferta: 0–0–0) = 0 punti | 0–0–0 (Casa: 0–0–0; Trasferta: 0–0–0) = 0 punti | 0–0–0 (Casa: 0–0–0; Trasferta: 0–0–0) = 0 punti | 0–0–0 (Casa: 0–0–0; Trasferta: 0–0–0) = 0 punti | 0–0–0 (Casa: 0–0–0; Trasferta: 0–0–0) = 0 punti | 0–0–0 (Casa: 0–0–0; Trasferta: 0–0–0) = 0 punti | 0–0–0 (Casa: 0–0–0; Trasferta: 0–0–0) = 0 punti | 0–0–0 (Casa: 0–0–0; Trasferta: 0–0–0) = 0 punti |

## Classifiche
Dati aggiornati al 6 luglio 2025.

### Pacific Division
| Pos | Squadra              | G | V | S | SOT | VTR | VRO | GF | GS | DR | Punti |
| --- | -------------------- | - | - | - | --- | --- | --- | -- | -- | -- | ----- |
| 1.  | Anaheim Ducks        |   |   |   |     |     |     |    |    |    |       |
| 2.  | Calgary Flames       |   |   |   |     |     |     |    |    |    |       |
| 3.  | Edmonton Oilers      |   |   |   |     |     |     |    |    |    |       |
| 4.  | Los Angeles Kings    |   |   |   |     |     |     |    |    |    |       |
| 5.  | San Jose Sharks      |   |   |   |     |     |     |    |    |    |       |
| 6.  | Seattle Kraken       |   |   |   |     |     |     |    |    |    |       |
| 7.  | Vancouver Canucks    |   |   |   |     |     |     |    |    |    |       |
| 8.  | Vegas Golden Knights |   |   |   |     |     |     |    |    |    |       |

Fonte: NHL

Legenda
     (y) - Squadra vincitrice della division e qualificata ai playoff.
     (x) - Squadre qualificate ai playoff.
     (e) - Squadre eliminate dall'accesso ai playoff.
Note

2 punti per vittoria, 1 punto per sconfitta subita in overtime o agli shootout, 0 punti a sconfitta nei tempi regolamentari.
A parità di punteggio, per determinare le posizioni in classifica valgono i seguenti criteri in ordine:
1. minor numero di partite disputate (solo durante la regular season)
2. maggior numero di vittorie nei tempi regolamentari (regulation wins)
3. maggior numero di vittorie nei tempi regolamentari e negli overtime
4. maggior numero di vittorie complessive
5. maggior numero di punti ottenuti negli scontri diretti; in mancanza di un pari numero di scontri diretti con una o più squadre a pari punti, non va considerata la prima gara disputata dalla squadra che ha disputato più gare delle altre a pari punti.
6. miglior differenza reti
7. maggior numero di reti segnate

Una vittoria ottenuta agli shootout vale come 1 gol segnato a favore della squadra vincitrice ed 1 subito per la squadra sconfitta.

### Wild Card
| Pos | Squadra | G | V | S | SOT | VTR | VRO | GF | GS | DR | Punti |
| --- | ------- | - | - | - | --- | --- | --- | -- | -- | -- | ----- |
| 1.  |         |   |   |   |     |     |     |    |    |    |       |
| 2.  |         |   |   |   |     |     |     |    |    |    |       |
|     |         |   |   |   |     |     |     |    |    |    |       |
| 3.  |         |   |   |   |     |     |     |    |    |    |       |
| 4.  |         |   |   |   |     |     |     |    |    |    |       |
| 5.  |         |   |   |   |     |     |     |    |    |    |       |
| 6.  |         |   |   |   |     |     |     |    |    |    |       |
| 7.  |         |   |   |   |     |     |     |    |    |    |       |
| 8.  |         |   |   |   |     |     |     |    |    |    |       |
| 9.  |         |   |   |   |     |     |     |    |    |    |       |
| 10. |         |   |   |   |     |     |     |    |    |    |       |

Fonte: NHL

Legenda
     (x) - Squadre qualificate ai playoff.
     (e) - Squadre eliminate dall'accesso ai playoff.
Note

2 punti per vittoria, 1 punto per sconfitta subita in overtime o agli shootout, 0 punti a sconfitta nei tempi regolamentari.
A parità di punteggio, per determinare le posizioni in classifica valgono i seguenti criteri in ordine:
1. minor numero di partite disputate (solo durante la regular season)
2. maggior numero di vittorie nei tempi regolamentari (regulation wins)
3. maggior numero di vittorie nei tempi regolamentari e negli overtime
4. maggior numero di vittorie complessive
5. maggior numero di punti ottenuti negli scontri diretti; in mancanza di un pari numero di scontri diretti con una o più squadre a pari punti, non va considerata la prima gara disputata dalla squadra che ha disputato più gare delle altre a pari punti.
6. miglior differenza reti
7. maggior numero di reti segnate

Una vittoria ottenuta agli shootout vale come 1 gol segnato a favore della squadra vincitrice ed 1 subito per la squadra sconfitta.

## Transactions
Dati aggiornati al 6 luglio 2025.

### Giugno 2025
| Giugno 2025 | Giugno 2025 |
| Data        | Movimento |
| ----------- | --- |
| 12.6.2025   | - Trade – Gli Anaheim Ducks cedono la scelta al 3° round del Draft 2025 dei Toronto Maple Leafs (89ª assoluta) ai New York Rangers in cambio di Chris Kreider e della scelta al 4° round del Draft 2025 degli stessi Ducks (104ª assoluta) |
| 13.6.2025   | - Firmata la 2ª scelta al Draft 2024 Lucas Pettersson (entry level contract, 3 anni / 2.6 milioni $) |
| 18.6.2025   | - Rinnovato il contratto di Nikita Nesterenko (2 anni / 1.575 milioni $) |
| 23.6.2025   | - Trade – Gli Anaheim Ducks cedono Trevor Zegras ai Philadelphia Flyers in cambio di Ryan Poehling, la scelta al 2° round del Draft 2025 dei Columbus Blue Jackets (45ª assoluta) ed una scelta al 4° round del Draft 2026 dei Flyers |
| 27.6.2025   | - Scelto al 1° round del Draft 2025 (10ª assoluta) Roger McQueen |
| 28.6.2025   | - Trade – Gli Anaheim Ducks cedono John Gibson ai Detroit Red Wings in cambio di Petr Mrázek, una scelta al 4° round del Draft 2026 e una scelta al 2° round del Draft 2027 - Scelto al 2° round del Draft 2025 (45ª assoluta) Eric Nilson - Scelto al 2° round del Draft 2025 (60ª assoluta) Lasse Boelius - Scelto al 3° round del Draft 2025 (72ª assoluta) Noah Read - Scelto al 4° round del Draft 2025 (101ª assoluta) Drew Schock - Scelto al 4° round del Draft 2025 (104ª assoluta) Elijah Neuenschwander - Scelto al 5° round del Draft 2025 (136ª assoluta) Alexis Mathieu - Scelto al 5° round del Draft 2025 (159ª assoluta) Emile Guite - Scelto al 6° round del Draft 2025 (168ª assoluta) Anthony Allain-Samake - Scelto al 7° round del Draft 2025 (200ª assoluta) Brady Turko |
| 29.6.2025   | - Rinnovato il contratto di Ville Husso (2 anni / 4.4 milioni $) |
| 30.6.2025   | - Estesi con una qualyfing offer i contratti di Judd Caulfield, Calle Clang, Sam Colangelo, Lukas Dostal, Drew Helleson, Mason McTavish, Jan Mysak e Tim Washe. |

### Luglio 2025
| Luglio 2025 | Luglio 2025 |
| Data        | Movimento |
| ----------- | --- |
| 1.7.2025    | - Firmato l'unrestricted free agent Mikael Granlund (3 anni / 21 milioni $) - Diventano unrestricet free agents Robby Fabbri, Oliver Kylington, Brett Leason, Isac Lundestrom, Oscar Dansk, Justin Bailey, Carson Meyer e Brock McGinn |
| 15.7.2025   | - Firmati i restricted free agents Calle Clang (1 anno / 775 mila $) e Jan Mysak (1 anno / 775 mila $) con two-way contracts |
| 17.7.2025   | - Firmato il restricted free agent Lukáš Dostál (5 anni / 32.5 milioni $) |
| 18.7.2025   | - Firmato il restricted free agent Drew Helleson (2 anni / 2.2 milioni $) |
| 26.7.2025   | - Ceduti in prestito il G Damian Clara e il C/LW Lucas Pettersson al Brynäs (SHL) |

## Draft
| Scelte dei Ducks nel Draft 2024 | Scelte dei Ducks nel Draft 2024 | Scelte dei Ducks nel Draft 2024 | Scelte dei Ducks nel Draft 2024 | Scelte dei Ducks nel Draft 2024 | Scelte dei Ducks nel Draft 2024  |
| Giro                            | Scelta                          | Giocatore                       | Ruolo                           | Nazionalità                     | College/Junior/Squadra (Lega)    |
| ------------------------------- | ------------------------------- | ------------------------------- | ------------------------------- | ------------------------------- | -------------------------------- |
| 1                               | 10                              | Roger McQueen                   | C                               | Canada                          | Brandon Wheat Kings (WHL)        |
| 2                               | 45                              | Eric Nilson                     | C                               | Svezia                          | Djurgården J20 (J20 Nationell)   |
| 3                               | 60                              | Lasse Boelius                   | D                               | Finlandia                       | Porin Ässät (Liiga)              |
| 3                               | 72                              | Noah Read                       | C                               | Canada                          | London Knights (OHL)             |
| 4                               | 101                             | Drew Schock                     | D                               | Stati Uniti                     | U.S. NTDP (USHL)                 |
| 4                               | 104                             | Elijah Neuenschwander           | G                               | Svizzera                        | Friburgo-Gottéron U20 (U20-Elit) |
| 5                               | 136                             | Alexis Mathieu                  | D                               | Canada                          | Baie-Comeau Drakkar (QMJHL)      |
| 5                               | 159                             | Emile Guite                     | LW                              | Canada                          | Chicoutimi Saguenéens (QMJHL)    |
| 6                               | 168                             | Anthony Allain-Samake           | D                               | Canada                          | Sioux City Musketeers (USHL)     |
| 7                               | 200                             | Brady Turko                     | RW                              | Canada                          | Brandon Wheat Kings (WHL)        |

## Statistiche
Fonti: NHL - Hockey Reference

### Statistiche di squadra
| Competizione   | In casa | In casa | In casa | In casa | In casa | In casa | In casa | In casa | In casa | In trasferta | In trasferta | In trasferta | In trasferta | In trasferta | In trasferta | In trasferta | In trasferta | In trasferta | Totale | Totale | Totale | Totale | Totale | Totale | Totale | Totale | Totale |
| Competizione   | GP      | W       | WO      | LO      | L       | GF      | GA      | GD      | PTS     | GP           | W            | WO           | LO           | L            | GF           | GA           | GD           | PTS          | GP     | W      | WO     | LO     | L      | GF     | GA     | GD     | PTS    |
| -------------- | ------- | ------- | ------- | ------- | ------- | ------- | ------- | ------- | ------- | ------------ | ------------ | ------------ | ------------ | ------------ | ------------ | ------------ | ------------ | ------------ | ------ | ------ | ------ | ------ | ------ | ------ | ------ | ------ | ------ |
| Regular season |         |         |         |         |         |         |         |         |         |              |              |              |              |              |              |              |              |              |        |        |        |        |        |        |        |        |        |
| Totale         |         |         |         |         |         |         |         |         |         |              |              |              |              |              |              |              |              |              |        |        |        |        |        |        |        |        |        |

### Statistiche individuali

#### Regular season

##### Skaters
| Giocatore | GP | G | A | PTS | +/- | PIM | SOG | S% | TOI | ATOI | FOW | FOL | FO% | BLK | HIT |
| --------- | -- | - | - | --- | --- | --- | --- | -- | --- | ---- | --- | --- | --- | --- | --- |
|           |    |   |   |     |     |     |     |    |     |      |     |     |     |     |     |
| Totali    | –  |   |   |     |     |     |     |    | –   | –    |     |     |     |     |     |

##### Goalies
| Giocatore | GP | GS | W | L | GA | SA | SV | SV% | GAA | SO | MIN |
| --------- | -- | -- | - | - | -- | -- | -- | --- | --- | -- | --- |
|           |    |    |   |   |    |    |    |     |     |    |     |
| Totali    | –  | –  |   |   |    |    |    |     |     |    | –   |